# اس-بان روستوک
اس-بان روستوک (آلمانی: S-Bahn Rostock) شبکه قطار شهری و حومه روستوک، آلمان است.
این راه‌آهن دارای ۳ خط، ۲۶ ایستگاه و ۹۰٫۷ کیلومتر طول است.

## تگارخانه

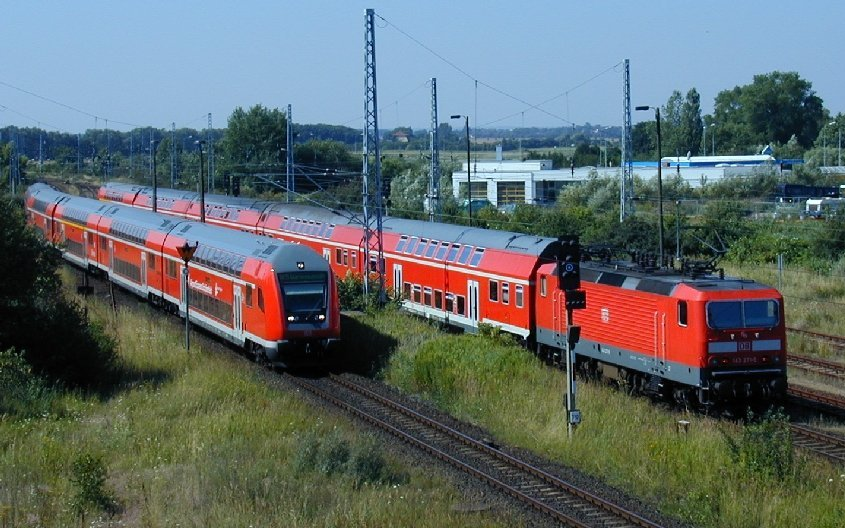
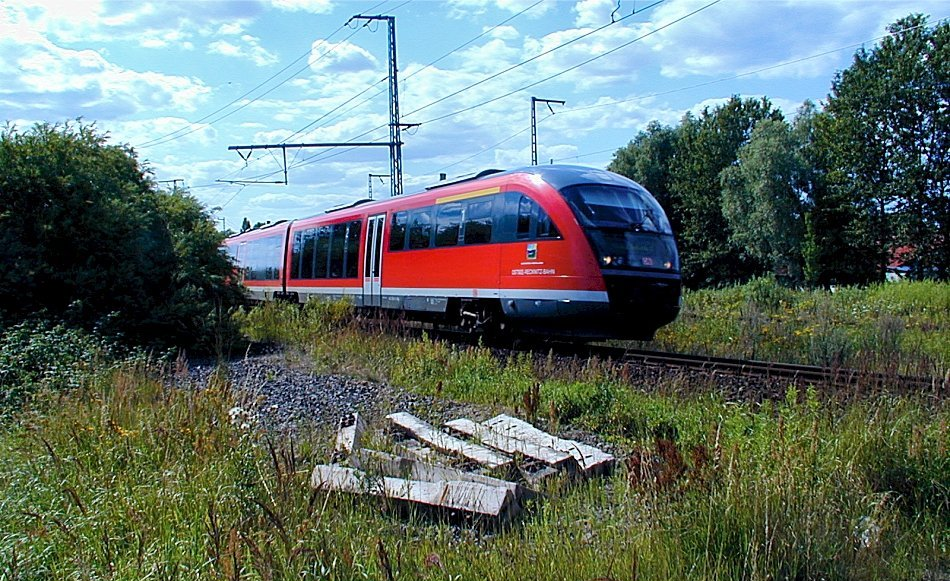
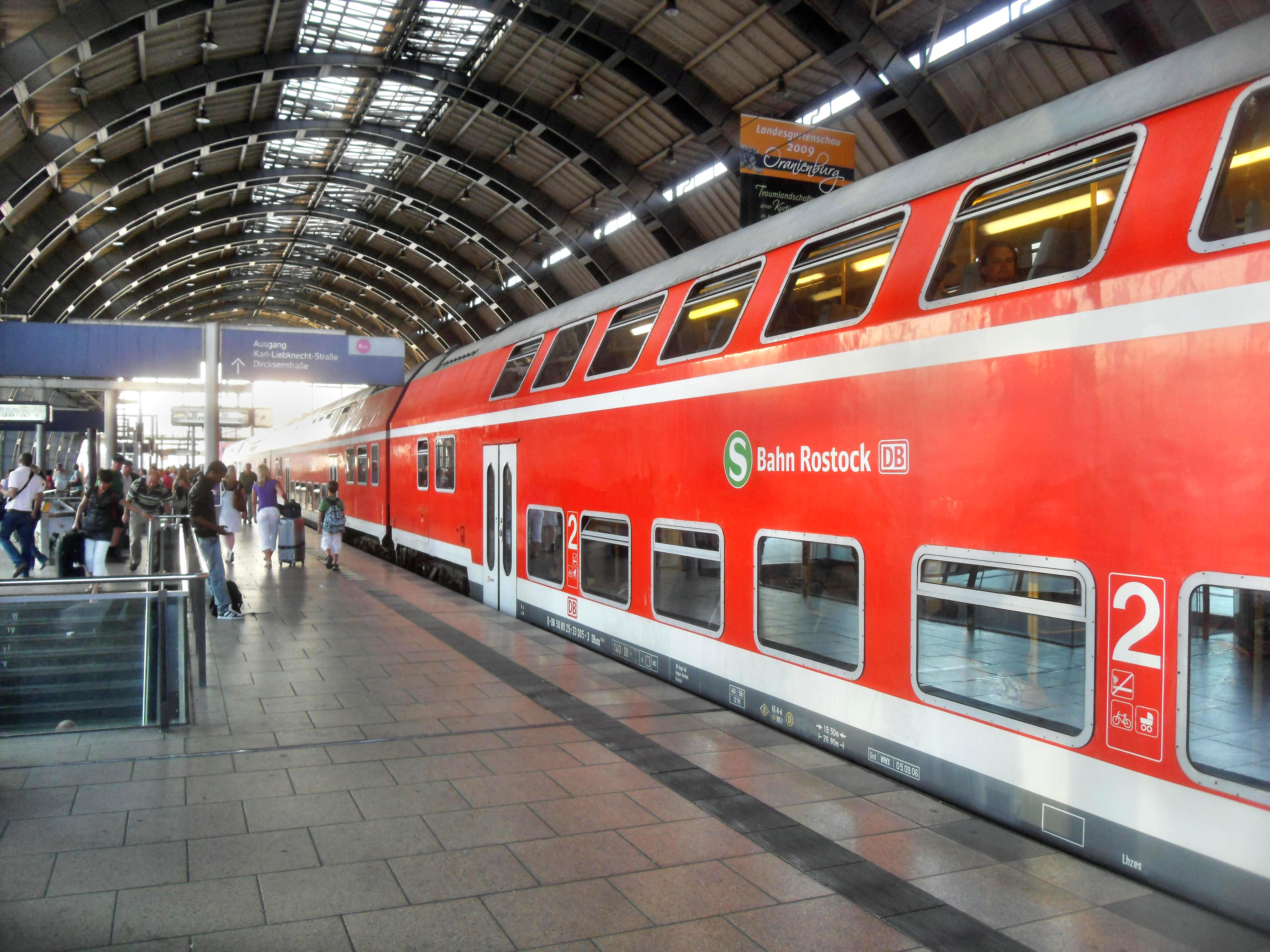
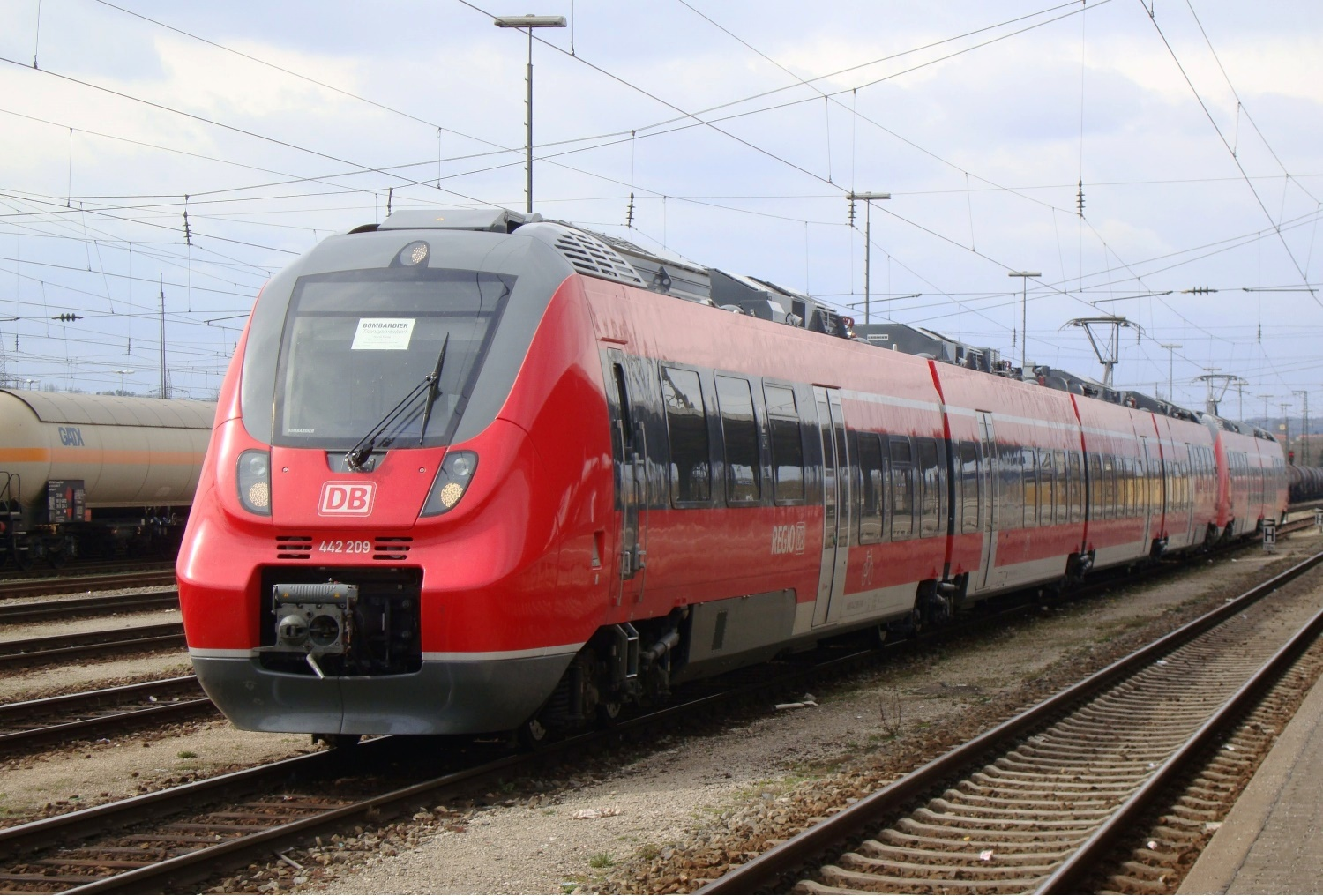